# Soukromá vysoká škola ekonomická Znojmo
Soukromá vysoká škola ekonomická Znojmo s.r.o. (SVŠE, anglicky The Private College of Economic Studies Znojmo) byla založena v roce 2005 jako první vysokou školou ve Znojmě. SVŠE Znojmo nabízela akreditovaný bakalářský studijní program Ekonomika a management. Na škole bylo možné studovat v prezenční i kombinované formě studia obory Účetnictví a finanční řízení podniku, Marketing a management a Ekonomika veřejné správy a sociálních služeb. Škola měla svou pobočku i v Praze, kde bylo možné studovat obory Účetnictví a finanční řízení podniku a Marketing a management, ovšem pouze v kombinované formě studia. V roce 2022 se sloučila s University College Prague.

## Historie školy
Na základě doporučení Akreditační komise udělilo Ministerstvo školství mládeže a tělovýchovy dne 31. 3. 2005 souhlas s působením soukromé vysoké školy bakalářského typu a zároveň udělilo akreditaci studijnímu programu Ekonomika a management pro obory Účetnictví a finanční řízení podniku a Marketing a management v prezenční formě studia. Největším úsilím o založení první znojemské vysoké školy se zasloužil zejména Ing. Pavel Štohl (ředitel školy a zároveň prorektor), jemuž stál po boku a podporoval ho prof. PhDr. Miroslav Foret, CSc. (první rektor SVŠE Znojmo). Od začátku svého působení (a i před získáním samotné akreditace v době příprav projektu vysoké školy) bylo silným partnerem město Znojmo, které poskytlo budovu k výuce a podpořilo školu i finančně. Prvních 72 vysokoškolských studentů nastoupilo v září 2005. V roce 2007 byly akreditovány ještě další dva obory, a sice Mzdové účetnictví, daně a personalistika a dále také Ekonomika veřejné správy a sociálních služeb. Od akademického roku 2009/2010 byl na škole zaveden kreditní systém ECTS. V roce 2022 se spojila s Vysokou školou hotelovou a ekonomickou, která se přejmenovala na University College Prague.

## Obory
Škola nabízela tři akreditované studijní obory, jak v prezenční, tak v kombinované formě studia.
- Účetnictví a finanční řízení podniku
- Marketing a management
- Ekonomika veřejné správy a sociálních služeb

## Rektor
Prvním rektorem SVŠE Znojmo byl prof. PhDr. Miroslav Foret, CSc. v období od září 2005 do srpna 2010. Od září 2010 do ledna 2014 byl rektorem prof. PhDr. Kamil Fuchs, CSc. Poté byla funkci rektora SVŠE Znojmo doc. Ing. Hana Březinová, CSc.